# 12 MBC 뉴스
《12 MBC 뉴스》(영어: 12 MBC NEWS)는 MBC TV에서 매주 평일 오후 12시에 방송 중인 낮 종합 뉴스 프로그램이다.

## 프로그램 소개
MBC를 대표하는 낮 종합 뉴스

## 개요
- MBC 12시 뉴스, MBC 정오 뉴스로 읽는다.
- 이어서 멘트는 MBC 뉴스로 읽고 앵커 멘트는 MBC 12시 뉴스, MBC 정오 뉴스로 읽는다.

## 방송 시간
- 현재 방송 시간은 2022년 10월 17일부터 기준으로 한다.
- 명절, 공휴일에는 10분 동안 MBC 뉴스로 방송·편성된다.[1]
- 긴급·특집 뉴스가 방송되면 MBC 뉴스특보로 방송·편성된다.

| 방송 채널 | 방송 기간                          | 방송 시간                                                                            |
| --------- | ---------------------------------- | ------------------------------------------------------------------------------------ |
| MBC TV    | 1996년 3월 4일 ~ 1998년 1월 2일    | 평일 오전 11시 50분 ~ 낮 12시 (10분)                                                 |
| MBC TV    | 1998년 1월 5일 ~ 2000년 5월 12일   | 평일 오전 10시 50분 ~ 11시 (10분)                                                    |
| MBC TV    | 2000년 5월 15일 ~ 2001년 11월 2일  | 평일 오전 11시 55분 ~ 낮 12시 5분 (10분)                                             |
| MBC TV    | 2001년 11월 5일 ~ 2005년 12월 2일  | 평일 오전 11시 55분 ~ 낮 12시 15분 (20분)                                            |
| MBC TV    | 2005년 12월 5일 ~ 2006년 12월 31일 | 평일 낮 12시 ~ 12시 50분 (50분)                                                      |
| MBC TV    | 2007년 1월 2일 ~ 2010년 10월 29일  | 평일 낮 12시 ~ 12시 40분 (40분)                                                      |
| MBC TV    | 2010년 11월 1일 ~ 2011년 5월 13일  | 평일 낮 12시 ~ 12시 25분 (25분)                                                      |
| MBC TV    | 2018년 9월 10일 ~ 2019년 7월 12일  | 평일 낮 12시 ~ 12시 25분 (25분)                                                      |
| MBC TV    | 2022년 10월 17일 ~ 현재            | 평일 낮 12시 ~ 12시 25분 (25분)                                                      |
| MBC TV    | 2011년 5월 16일 ~ 2012년 10월 5일  | 평일 낮 12시 ~ 12시 15분 (15분)                                                      |
| MBC TV    | 2012년 10월 8일 ~ 2018년 9월 7일   | 평일 낮 12시 ~ 12시 20분 (20분)                                                      |
| MBC TV    | 2019년 7월 15일 ~ 2020년 5월 1일   | 평일 낮 12시 ~ 12시 20분 (20분)                                                      |
| MBC TV    | 2021년 1월 4일 ~ 2022년 10월 14일  | 평일 낮 12시 ~ 12시 20분 (20분)                                                      |
| MBC TV    | 2020년 5월 4일 ~ 2020년 12월 31일  | 월요일 ~ 수요일, 금요일 낮 12시 ~ 12시 20분 (20분) 목요일 낮 12시 ~ 12시 15분 (15분) |

## 앵커
- 현재 앵커는 2025년 4월 15일부터 기준으로 한다.

### 남성
| 대수 | 진행자                     | 진행 기간                          | 비고        |
| ---- | -------------------------- | ---------------------------------- | ----------- |
| 1대  | 강재형 아나운서            | 2001년 11월 5일 ~ 2005년 12월 2일  |             |
| 2대  | 김연국 통합뉴스룸 경제팀장 | 2005년 12월 5일 ~ 2006년 8월 25일  |             |
| 3대  | 황헌 前 논설위원           | 2006년 8월 28일 ~ 2008년 3월 28일  | [ 2 ]       |
| 4대  | 박광온 前 보도국장         | 2008년 3월 31일 ~ 2008년 9월 5일   | [ 3 ]       |
| 5대  | 박승진 前 정치부장         | 2008년 9월 16일 ~ 2010년 10월 29일 |             |
| 6대  | 신동진 前 아나운서         | 2010년 11월 1일 ~ 2011년 5월 27일  |             |
| 7대  | 최대현 前 아나운서         | 2012년 5월 28일 ~ 2012년 6월 15일  | [ 5 ]       |
| 8대  | 이성배 前 아나운서         | 2012년 10월 8일 ~ 2013년 3월 15일  |             |
| 9대  | 최대현 前 아나운서         | 2013년 3월 18일 ~ 2015년 1월 2일   | [ 6 ] [ 7 ] |
| 10대 | 김대호 前 아나운서         | 2018년 7월 16일 ~ 2019년 2월 8일   | [ 8 ]       |
| 11대 | 오승훈 아나운서            | 2019년 2월 11일 ~ 2020년 1월 31일  | [ 10 ]      |
| 12대 | 박창현 前 아나운서         | 2020년 2월 3일 ~ 2021년 2월 10일   | [ 11 ]      |
| 13대 | 이휘준 아나운서            | 2021년 2월 15일 ~ 2021년 4월 9일   | [ 13 ]      |
| 14대 | 이성배 前 아나운서         | 2025년 2월 24일 ~ 2025년 4월 11일  | [ 14 ]      |
| 15대 | 전종환 아나운서            | 2025년 4월 15일 ~ 현재             |             |

### 여성
| 대수 | 진행자                          | 진행 기간                          | 비고          |
| ---- | ------------------------------- | ---------------------------------- | ------------- |
| 1대  | 이주연 前 아나운서              | 2005년 12월 5일 ~ 2006년 12월 29일 |               |
| 2대  | 차미연 아나운서국 아나운서1부장 | 2007년 1월 2일 ~ 2007년 11월 2일   |               |
| 3대  | 손정은 前 아나운서              | 2007년 11월 5일 ~ 2008년 3월 21일  |               |
| 4대  | 김미정 아나운서                 | 2008년 3월 24일 ~ 2008년 9월 12일  |               |
| 5대  | 최율미 기획국 정책협력부장      | 2008년 9월 16일 ~ 2011년 11월 4일  |               |
| 6대  | 차미연 아나운서국 아나운서1부장 | 2011년 11월 7일 ~ 2012년 1월 27일  | [ 15 ]        |
| 7대  | 김지은 前 편성국장              | 2012년 1월 30일 ~ 2012년 5월 25일  |               |
| 8대  | 유선경 아나운서                 | 2012년 6월 25일 ~ 2012년 10월 5일  |               |
| 9대  | 차미연 아나운서국 아나운서1부장 | 2015년 1월 5일 ~ 2015년 7월 31일   | [ 16 ]        |
| 10대 | 구은영 아나운서                 | 2015년 8월 3일 ~ 2017년 6월 9일    | [ 17 ]        |
| 11대 | 정다희 아나운서                 | 2017년 6월 12일 ~ 2017년 9월 26일  |               |
| 12대 | 구은영 아나운서                 | 2017년 12월 26일 ~ 2018년 7월 13일 | [ 18 ]        |
| 13대 | 김미정 아나운서                 | 2021년 4월 12일 ~ 2024년 2월 23일  | [ 19 ] [ 20 ] |
| 14대 | 이진 아나운서                   | 2024년 2월 26일 ~ 2025년 2월 21일  | [ 21 ]        |

## 코너
| 코너명       | 진행자                 |
| ------------ | ---------------------- |
| 이 시각 증시 | 정다인 삼성증권 연구원 |
| 날씨         | 박하명 기상 캐스터     |
| 클로징       | 전종환 아나운서        |

### 이 시각 증시
증권 시황 코너. 정다인 삼성증권 연구원이 진행하며 《930 MBC 뉴스》, 《5시 뉴스와 경제》에서도 공통으로 방송된다.

### 날씨
기상 정보 코너.

## 타이틀 변천사
| 기수 | 프로그램 타이틀 | 방송 기간                          |
| ---- | --------------- | ---------------------------------- |
| 1기  | MBC 뉴스        | 1996년 1월 15일 ~ 1996년 10월 18일 |
| 2기  | MBC 뉴스센터    | 1996년 10월 21일 ~ 1997년 2월 28일 |
| 3기  | MBC 뉴스        | 1997년 3월 3일 ~ 2005년 12월 2일   |
| 4기  | MBC 뉴스현장    | 2005년 12월 5일 ~ 2006년 12월 31일 |
| 5기  | MBC 뉴스와 경제 | 2007년 1월 2일 ~ 2011년 1월 4일    |
| 6기  | MBC 뉴스        | 2011년 1월 5일 ~ 2012년 10월 5일   |
| 7기  | MBC 정오뉴스    | 2012년 10월 8일 ~ 2017년 9월 26일  |
| 8기  | 12 MBC 뉴스     | 2017년 12월 26일 ~ 현재            |

## 결방
- 2017년 8월 31일 ~ 2017년 12월 25일 : MBC 파업으로 인해 결방
- 2023년 10월 4일 ~ 2023년 10월 5일 : 《2022 항저우 아시안 게임》 중계 방송으로 인해 결방
- 2024년 11월 7일 : 《중계 방송 윤석열 대통령 대국민 담화 및 기자 회견》 편성으로 인해 결방
- 2024년 12월 23일 : 《중계 방송 국회 인사 청문회 마은혁 헌법재판관 후보자》 편성으로 인해 결방

## 경쟁 프로그램
- KBS 뉴스 12 (KBS 1TV)
- SBS 12 뉴스 (SBS TV)
- YTN 뉴스NOW (YTN)
- 뉴스센터 (연합뉴스TV)